# Борованска могила (защитена местност)
Борованска могила е защитена местност в България.
Разположена е в землището на селата Борован и Оходен, област Враца на площ от 198,8 хектара. Защитената местност е обявена на 20 февруари 1961 г. с цел опазване на характерен ландшафт. Защитената местност обхваща по-голямата част от възвишението Борованска могила.
В защитената местност се забранява ловуването, гърменето, събирането на яйцата на полезния дивеч, както и всички действия, които рушат и загрозяват защитения обект.